# Marc De Wintere
Marc De Wintere (Waregem, 18 maart 1953 - Waregem, 30 mei 1995) was een Belgisch graficus, kunstenaar en onderwijzer.  Hij won in 1977 de "Special edition Award" (hoofdprijs) op de World Print Competition in San Francisco.

## Biografie
De Wintere groeide op in een kleine hoeve langs de Gaverbeek-hippodroom in de Hippodroomstraat. Zijn secundair volgde hij in het VTI te Kortrijk om vervolgs naar Sint Lucas te Gent te trekken voor een opleiding "vrije grafiek".
Vanaf 1977 tot zijn overlijden in 1995 was hij aan de slag als leerkracht in de hogere jaren en volwassenen aan de gemeentelijke kunstacademie van Waregem.

## Werken en musea
Hieronder volgt een lijst van zijn werken:
- Landschappen reeks gedrukt in boek "Ontmoeting met 72 kunstenaars" van de St-Lucaskring
- Spanje
  - Museu d’Art de Sabadell (Barcelona), Capella De Sant Joan (Barcelona), Galeria Art Farners (Barcelona), Girona, Terragona, Madrid, Valencia
- Japan
  - Hankyu Department Store (Osaka), Fukuoka, Kochi, Tokio, Sapporo, Otaru, Muroran, Hakodate, Tomakomai, Kushiro
- USA
  - Museum of Modern Art (San Francisco), Museum of Art & History (Anchorage, Alaska), El Paso (Texas), Knoxville (Tennessee), Portsmouth (Virginia), Joplin (Missouri), Albany (New York),  Alabama Art Gallery en Champain (Illinois)
- Canada
  - Centennial Museum (Surrey)
- België
  - Waregem Stadhuis, Waregem meerdere in privébezit en familie

## Erkentelijkheden
- Pro Civitateprijs, (1973), Brussel
- Provinciale Prijs ‘Grafiek’, (1975), Provincie West-Vlaanderen
- Provinciale Prijs ‘Grafiek’, (?), Provincie West-Vlaanderen
- 1ste prijs op de World Print Competition (1977), Special edition Award te San Francisco
- selectie Mini Print Internacional (1990), te Barcelona
- selectie Mini Print Internacional (1994), te Barcelona
- Footprint Engeland